# Liste der Kulturdenkmale in Quickborn
In der Liste der Kulturdenkmale in Quickborn sind alle Kulturdenkmale der schleswig-holsteinischen Stadt Quickborn (Kreis Pinneberg) aufgelistet (Stand: 9. Juni 2025).

## Legende
In den Spalten befinden sich folgende Informationen:
- Objekt-ID: die Nummer des Kulturdenkmales
- Lage: die Adresse des Kulturdenkmales und die geographischen Koordinaten. Kartenansicht, um Koordinaten zu setzen. In der Kartenansicht sind Kulturdenkmale ohne Koordinaten mit einem roten Marker dargestellt und können in der Karte gesetzt werden. Kulturdenkmale ohne Bild sind mit einem blauen Marker gekennzeichnet, Kulturdenkmale mit Bild mit einem grünen Marker.
- Offizielle Bezeichnung: Bezeichnung des Kulturdenkmales
- Beschreibung: die Beschreibung des Kulturdenkmales
- Bild: ein Bild des Kulturdenkmales

## Sachgesamtheiten
| Objekt-ID      | Lage                                                          | Offizielle Bezeichnung | Beschreibung | Bild                             |
| -------------- | ------------------------------------------------------------- | ---------------------- | --- | -------------------------------- |
| 40791 Wikidata | Christian-Frederik-Hansen-Platz (53° 43′ 54″ N, 9° 53′ 46″ O) | Marienkirche           | Aktualisierung vorgesehen - Begründung: geschichtlich, künstlerisch, städtebaulich, Kulturlandschaft prägend - Schutzumfang: Marienkirche mit Ausstattung, Kirchhof mit Grabmale bis 1870, Feldsteinwall, Lindenkranz, Ehrenmal 1870/71, Ehrenmal für die Gefallenen 1914/20 mit Gedenkstein „Den Toten und Vermissten beider Weltkriege“ | weitere Fotos \| Fotos hochladen |

## Bauliche Anlagen
| Objekt-ID      | Lage                                                          | Offizielle Bezeichnung                       | Beschreibung | Bild            |
| -------------- | ------------------------------------------------------------- | -------------------------------------------- | --- | --------------- |
| 3558           | Christian-Frederik-Hansen-Platz (53° 43′ 54″ N, 9° 53′ 46″ O) | Marienkirche mit Ausstattung                 | Die evangelische Kirche wurde von 1807 bis 1809 erbaut. Davor stand hier eine Kirche aus dem Jahre 1588. Alteintragung (Aktualisierung vorgesehen) - Begründung: geschichtlich, künstlerisch, städtebaulich - Schutzumfang: Alteintragung (Aktualisierung vorgesehen) - Denkmaltyp: Bauliche Anlage, Sachgesamtheit: Marienkirche                                                                                       | Fotos hochladen |
| 26481 Wikidata | Christian-Frederik-Hansen-Platz (53° 43′ 53″ N, 9° 53′ 50″ O) | Ehrenmal 1870/71                             | Ehrenmal für die 1870/71 Gefallenen; sandsteinerner Obelisk mit thronendem Adler - Begründung: geschichtlich, städtebaulich - Schutzumfang: gesamtes Objekt - Denkmaltyp: Bauliche Anlage, Sachgesamtheit: Marienkirche | BW              |
| 41424 Wikidata | Christian-Frederik-Hansen-Platz (53° 43′ 54″ N, 9° 53′ 45″ O) | Ehrenmal für die Gefallenen 1914/20          | Ehrenmal für die Gefallenen 1914/1920 (sic!); 1922 aufgestellt; bez. B(?)uhmann, Altona; Steinrelief mit Abschied des Soldaten von seiner Familie - Begründung: geschichtlich, künstlerisch, städtebaulich - Schutzumfang: Ehrenmal für die Gefallenen 1914/20, Gedenkstein „Den Toten und Vermissten beider Weltkriege“ - Denkmaltyp: Bauliche Anlage, Sachgesamtheit: Marienkirche                                    | BW              |
| 25114 Wikidata | Himmelmoorstraße 4 (53° 44′ 15″ N, 9° 52′ 4″ O)               | Wohn- und Wirtschaftsgebäude mit Nissenhütte | Wohn- und Wirtschaftsgebäude mit Nissenhütte; Alteintragung (Aktualisierung vorgesehen) - Begründung: Alteintragung (Aktualisierung vorgesehen) - Schutzumfang: Alteintragung (Aktualisierung vorgesehen) - Denkmaltyp: Bauliche Anlage | Fotos hochladen |
| 31573 Wikidata | Himmelmoorstraße 4 (53° 44′ 15″ N, 9° 52′ 3″ O)               | Strafgefangenengebäude                       | Alteintragung (Aktualisierung vorgesehen) - Begründung: Alteintragung (Aktualisierung vorgesehen) - Schutzumfang: Alteintragung (Aktualisierung vorgesehen) - Denkmaltyp: Bauliche Anlage | BW              |
| 25115 Wikidata | Himmelmoorstraße 6 (53° 44′ 17″ N, 9° 52′ 6″ O)               | Gefängnisgebäude                             | Alteintragung (Aktualisierung vorgesehen) - Begründung: Alteintragung (Aktualisierung vorgesehen) - Schutzumfang: Alteintragung (Aktualisierung vorgesehen) - Denkmaltyp: Bauliche Anlage | Fotos hochladen |
| 44216          | Kampmoorstraße 1 (53° 45′ 16″ N, 9° 57′ 44″ O)                | Waldschule                                   | Schule; 1951; langgestreckter eingeschossiger Backsteinbau mit Walmdach, Eingangsbereich unter Zwerchgiebel mit französischem Fenster - Begründung: geschichtlich, städtebaulich - Schutzumfang: gesamtes Objekt - Denkmaltyp: Bauliche Anlage | BW              |
| 8066 Wikidata  | Kieler Straße (53° 44′ 39″ N, 9° 53′ 17″ O)                   | Vollmeilenstein                              | Vollmeilenstein der Altona-Kieler Chaussee. Entfernungsangabe Südseite: Altona 3 M(eilen = ca. 23 km) Nordseite: Kiel 9¼ M(eilen = 70 km). Auf der Vorderseite erhabenes Königsmonogramm Frederik VI. und Jahreszahl 1832. Alteintragung (Aktualisierung vorgesehen) - Begründung: geschichtlich, wissenschaftlich, Kulturlandschaft prägend - Schutzumfang: gesamtes Objekt - Denkmaltyp: Bauliche Anlage              | Fotos hochladen |
| 8067 Wikidata  | Kieler Straße (53° 42′ 45″ N, 9° 54′ 32″ O)                   | Halbmeilenstein                              | Halbmeilenstein der Altona-Kieler Chaussee. Entfernung nach Altona 2½ Meilen (ca. 19 km), nach Kiel 9¾ Meilen (ca. 73 km). Auf der Vorderseite erhabenes Königsmonogramm Frederik VI., Jahreszahl 1832 und Entfernungsangabe ½ M(eile). Alteintragung (Aktualisierung vorgesehen) - Begründung: geschichtlich, wissenschaftlich, Kulturlandschaft prägend - Schutzumfang: gesamtes Objekt - Denkmaltyp: Bauliche Anlage | Fotos hochladen |
| 13730 Wikidata | Marienhöhe 5 (53° 43′ 40″ N, 9° 54′ 3″ O)                     | Bungalow                                     | Die Bewobau-Siedlung Quickborn, sog. „Neutra-Siedlung“ (Marienhöhe 5 – 95), wurde nach Entwürfen des Architekten Richard Neutra in den Jahren 1962 bis 1963 erbaut. Es sind ein- und zweigeschossige Einfamilienhäuser. Alteintragung (Aktualisierung vorgesehen) - Begründung: geschichtlich, städtebaulich - Schutzumfang: gesamtes Äußeres, Garten - Denkmaltyp: Bauliche Anlage                                     | Fotos hochladen |
| 13731 Wikidata | Marienhöhe 7 (53° 43′ 40″ N, 9° 54′ 5″ O)                     | Bungalow                                     | Alteintragung (Aktualisierung vorgesehen) - Begründung: geschichtlich, städtebaulich - Schutzumfang: gesamtes Äußeres - Denkmaltyp: Bauliche Anlage | BW              |
| 13732 Wikidata | Marienhöhe 9 (53° 43′ 40″ N, 9° 54′ 6″ O)                     | Bungalow                                     | Alteintragung (Aktualisierung vorgesehen) - Begründung: geschichtlich, städtebaulich - Schutzumfang: gesamtes Äußeres, Garten - Denkmaltyp: Bauliche Anlage | BW              |
| 13733 Wikidata | Marienhöhe 11 (53° 43′ 40″ N, 9° 54′ 8″ O)                    | Bungalow                                     | Alteintragung (Aktualisierung vorgesehen) - Begründung: geschichtlich, städtebaulich - Schutzumfang: gesamtes Äußeres, Garten - Denkmaltyp: Bauliche Anlage | BW              |
| 13734 Wikidata | Marienhöhe 13 (53° 43′ 40″ N, 9° 54′ 10″ O)                   | Bungalow                                     | Alteintragung (Aktualisierung vorgesehen) - Begründung: geschichtlich, städtebaulich - Schutzumfang: gesamtes Äußeres, Garten - Denkmaltyp: Bauliche Anlage | BW              |
| 13735 Wikidata | Marienhöhe 15 (53° 43′ 40″ N, 9° 54′ 11″ O)                   | Bungalow                                     | Alteintragung (Aktualisierung vorgesehen) - Begründung: geschichtlich, städtebaulich - Schutzumfang: gesamtes Äußeres, Garten - Denkmaltyp: Bauliche Anlage | BW              |
| 13736 Wikidata | Marienhöhe 16 (53° 43′ 37″ N, 9° 54′ 4″ O)                    | Bungalow                                     | Alteintragung (Aktualisierung vorgesehen) - Begründung: geschichtlich, wissenschaftlich, künstlerisch, städtebaulich - Schutzumfang: Bungalow, Garten - Denkmaltyp: Bauliche Anlage | Fotos hochladen |
| 13737 Wikidata | Marienhöhe 17 (53° 43′ 40″ N, 9° 54′ 14″ O)                   | Bungalow                                     | Alteintragung (Aktualisierung vorgesehen) - Begründung: geschichtlich, städtebaulich - Schutzumfang: gesamtes Äußeres, Garten - Denkmaltyp: Bauliche Anlage | BW              |
| 13738 Wikidata | Marienhöhe 18 (53° 43′ 36″ N, 9° 54′ 5″ O)                    | Bungalow                                     | Alteintragung (Aktualisierung vorgesehen) - Begründung: geschichtlich, städtebaulich - Schutzumfang: gesamtes Äußeres, Garten - Denkmaltyp: Bauliche Anlage | BW              |
| 13739 Wikidata | Marienhöhe 19 (53° 43′ 39″ N, 9° 54′ 14″ O)                   | Bungalow                                     | Alteintragung (Aktualisierung vorgesehen) - Begründung: geschichtlich, städtebaulich - Schutzumfang: gesamtes Äußeres, Garten - Denkmaltyp: Bauliche Anlage | BW              |
| 13740 Wikidata | Marienhöhe 20 (53° 43′ 36″ N, 9° 54′ 4″ O)                    | Bungalow                                     | Alteintragung (Aktualisierung vorgesehen) - Begründung: geschichtlich, städtebaulich - Schutzumfang: gesamtes Äußeres, Garten - Denkmaltyp: Bauliche Anlage | BW              |
| 13741 Wikidata | Marienhöhe 21 (53° 43′ 39″ N, 9° 54′ 13″ O)                   | Bungalow                                     | Alteintragung (Aktualisierung vorgesehen) - Begründung: geschichtlich, städtebaulich - Schutzumfang: gesamtes Äußeres, Garten - Denkmaltyp: Bauliche Anlage | BW              |
| 13742 Wikidata | Marienhöhe 22 (53° 43′ 36″ N, 9° 54′ 3″ O)                    | Bungalow                                     | Alteintragung (Aktualisierung vorgesehen) - Begründung: geschichtlich, städtebaulich - Schutzumfang: gesamtes Äußeres, Garten - Denkmaltyp: Bauliche Anlage | BW              |
| 13743 Wikidata | Marienhöhe 23 (53° 43′ 39″ N, 9° 54′ 11″ O)                   | Bungalow                                     | Alteintragung (Aktualisierung vorgesehen) - Begründung: geschichtlich, städtebaulich - Schutzumfang: gesamtes Äußeres - Denkmaltyp: Bauliche Anlage | BW              |
| 13744 Wikidata | Marienhöhe 24 (53° 43′ 35″ N, 9° 54′ 2″ O)                    | Bungalow                                     | Alteintragung (Aktualisierung vorgesehen) - Begründung: geschichtlich, städtebaulich - Schutzumfang: gesamtes Äußeres, Garten - Denkmaltyp: Bauliche Anlage | BW              |
| 13745 Wikidata | Marienhöhe 25 (53° 43′ 39″ N, 9° 54′ 9″ O)                    | Bungalow                                     | Alteintragung (Aktualisierung vorgesehen) - Begründung: geschichtlich, städtebaulich - Schutzumfang: gesamtes Äußeres - Denkmaltyp: Bauliche Anlage | BW              |
| 13746 Wikidata | Marienhöhe 26 (53° 43′ 35″ N, 9° 54′ 2″ O)                    | Bungalow                                     | Alteintragung (Aktualisierung vorgesehen) - Begründung: geschichtlich, städtebaulich - Schutzumfang: gesamtes Äußeres, Garten - Denkmaltyp: Bauliche Anlage | BW              |
| 13747 Wikidata | Marienhöhe 27 (53° 43′ 39″ N, 9° 54′ 8″ O)                    | Bungalow                                     | Bungalow; 1963–64, Architekt Richard Neutra; eingeschossiger Bungalow, weit vorkragendes Flachdach und raumhohe Verglasungen, Garage vorgebaut, im Innern bauzeitlich Strukturen und Ausstattungselemente - Begründung: geschichtlich, künstlerisch, städtebaulich - Schutzumfang: gesamtes Äußeres, Garten - Denkmaltyp: Bauliche Anlage                                                                               | BW              |
| 13748 Wikidata | Marienhöhe 28 (53° 43′ 34″ N, 9° 54′ 1″ O)                    | Bungalow                                     | Alteintragung (Aktualisierung vorgesehen) - Begründung: geschichtlich, städtebaulich - Schutzumfang: gesamtes Äußeres, Garten - Denkmaltyp: Bauliche Anlage | BW              |
| 13749 Wikidata | Marienhöhe 30 (53° 43′ 34″ N, 9° 54′ 1″ O)                    | Bungalow                                     | Alteintragung (Aktualisierung vorgesehen) - Begründung: geschichtlich, städtebaulich - Schutzumfang: gesamtes Äußeres, Garten - Denkmaltyp: Bauliche Anlage | BW              |
| 13750 Wikidata | Marienhöhe 32 (53° 43′ 33″ N, 9° 54′ 2″ O)                    | Bungalow                                     | Alteintragung (Aktualisierung vorgesehen) - Begründung: geschichtlich, städtebaulich - Schutzumfang: gesamtes Äußeres, Garten - Denkmaltyp: Bauliche Anlage | BW              |
| 13751 Wikidata | Marienhöhe 34 (53° 43′ 33″ N, 9° 54′ 2″ O)                    | Bungalow                                     | Alteintragung (Aktualisierung vorgesehen) - Begründung: geschichtlich, städtebaulich - Schutzumfang: gesamtes Äußeres, Garten - Denkmaltyp: Bauliche Anlage | BW              |
| 13752 Wikidata | Marienhöhe 35 (53° 43′ 37″ N, 9° 54′ 7″ O)                    | Bungalow                                     | Alteintragung (Aktualisierung vorgesehen) - Begründung: geschichtlich, städtebaulich - Schutzumfang: gesamtes Äußeres, Garten - Denkmaltyp: Bauliche Anlage | BW              |
| 13753 Wikidata | Marienhöhe 36 (53° 43′ 34″ N, 9° 54′ 3″ O)                    | Bungalow                                     | Alteintragung (Aktualisierung vorgesehen) - Begründung: geschichtlich, städtebaulich - Schutzumfang: gesamtes Äußeres, Garten - Denkmaltyp: Bauliche Anlage | BW              |
| 13754 Wikidata | Marienhöhe 37 (53° 43′ 37″ N, 9° 54′ 8″ O)                    | Bungalow                                     | Alteintragung (Aktualisierung vorgesehen) - Begründung: geschichtlich, städtebaulich - Schutzumfang: gesamtes Äußeres, Garten - Denkmaltyp: Bauliche Anlage | BW              |
| 13755 Wikidata | Marienhöhe 38 (53° 43′ 33″ N, 9° 54′ 4″ O)                    | Bungalow                                     | Alteintragung (Aktualisierung vorgesehen) - Begründung: geschichtlich, städtebaulich - Schutzumfang: gesamtes Äußeres, Garten - Denkmaltyp: Bauliche Anlage | BW              |
| 13756 Wikidata | Marienhöhe 39 (53° 43′ 37″ N, 9° 54′ 9″ O)                    | Bungalow                                     | Alteintragung (Aktualisierung vorgesehen) - Begründung: geschichtlich, wissenschaftlich, künstlerisch, städtebaulich - Schutzumfang: gesamtes Äußeres, Garten - Denkmaltyp: Bauliche Anlage | BW              |
| 13757 Wikidata | Marienhöhe 40 (53° 43′ 34″ N, 9° 54′ 4″ O)                    | Bungalow                                     | Alteintragung (Aktualisierung vorgesehen) - Begründung: geschichtlich, städtebaulich - Schutzumfang: gesamtes Äußeres, Garten - Denkmaltyp: Bauliche Anlage | BW              |
| 13758 Wikidata | Marienhöhe 41 (53° 43′ 38″ N, 9° 54′ 11″ O)                   | Bungalow                                     | Alteintragung (Aktualisierung vorgesehen) - Begründung: geschichtlich, städtebaulich - Schutzumfang: gesamtes Äußeres, Garten - Denkmaltyp: Bauliche Anlage | BW              |
| 13759 Wikidata | Marienhöhe 42 (53° 43′ 34″ N, 9° 54′ 5″ O)                    | Bungalow                                     | Alteintragung (Aktualisierung vorgesehen) - Begründung: geschichtlich, wissenschaftlich, künstlerisch, städtebaulich - Schutzumfang: Bungalow, Garten - Denkmaltyp: Bauliche Anlage | BW              |
| 13760 Wikidata | Marienhöhe 43 (53° 43′ 38″ N, 9° 54′ 12″ O)                   | Bungalow                                     | Alteintragung (Aktualisierung vorgesehen) - Begründung: geschichtlich, städtebaulich - Schutzumfang: gesamtes Äußeres, Garten - Denkmaltyp: Bauliche Anlage | BW              |
| 13761 Wikidata | Marienhöhe 44 (53° 43′ 35″ N, 9° 54′ 5″ O)                    | Bungalow                                     | Alteintragung (Aktualisierung vorgesehen) - Begründung: geschichtlich, städtebaulich - Schutzumfang: gesamtes Äußeres, Garten - Denkmaltyp: Bauliche Anlage | Fotos hochladen |
| 13762 Wikidata | Marienhöhe 45 (53° 43′ 38″ N, 9° 54′ 14″ O)                   | Bungalow                                     | Alteintragung (Aktualisierung vorgesehen) - Begründung: geschichtlich, städtebaulich - Schutzumfang: gesamtes Äußeres, Garten - Denkmaltyp: Bauliche Anlage | BW              |
| 13763 Wikidata | Marienhöhe 46 (53° 43′ 35″ N, 9° 54′ 6″ O)                    | Bungalow                                     | Alteintragung (Aktualisierung vorgesehen) - Begründung: geschichtlich, städtebaulich - Schutzumfang: gesamtes Äußeres, Garten - Denkmaltyp: Bauliche Anlage | BW              |
| 13764 Wikidata | Marienhöhe 47 (53° 43′ 37″ N, 9° 54′ 15″ O)                   | Bungalow                                     | Alteintragung (Aktualisierung vorgesehen) - Begründung: geschichtlich, städtebaulich - Schutzumfang: gesamtes Äußeres, Garten - Denkmaltyp: Bauliche Anlage | BW              |
| 13765 Wikidata | Marienhöhe 48 (53° 43′ 34″ N, 9° 54′ 6″ O)                    | Bungalow                                     | Alteintragung (Aktualisierung vorgesehen) - Begründung: geschichtlich, städtebaulich - Schutzumfang: gesamtes Äußeres, Garten - Denkmaltyp: Bauliche Anlage | Fotos hochladen |
| 13766 Wikidata | Marienhöhe 49 (53° 43′ 36″ N, 9° 54′ 13″ O)                   | Bungalow                                     | Alteintragung (Aktualisierung vorgesehen) - Begründung: geschichtlich, städtebaulich - Schutzumfang: gesamtes Äußeres, Garten - Denkmaltyp: Bauliche Anlage | BW              |
| 13767 Wikidata | Marienhöhe 50 (53° 43′ 34″ N, 9° 54′ 7″ O)                    | Bungalow                                     | Alteintragung (Aktualisierung vorgesehen) - Begründung: geschichtlich, städtebaulich - Schutzumfang: gesamtes Äußeres, Garten - Denkmaltyp: Bauliche Anlage | BW              |
| 13768 Wikidata | Marienhöhe 51 (53° 43′ 36″ N, 9° 54′ 12″ O)                   | Bungalow                                     | Alteintragung (Aktualisierung vorgesehen) - Begründung: geschichtlich, städtebaulich - Schutzumfang: gesamtes Äußeres, Garten - Denkmaltyp: Bauliche Anlage | BW              |
| 13769 Wikidata | Marienhöhe 52 (53° 43′ 33″ N, 9° 54′ 5″ O)                    | Bungalow                                     | Alteintragung (Aktualisierung vorgesehen) - Begründung: geschichtlich, städtebaulich - Schutzumfang: gesamtes Äußeres, Garten - Denkmaltyp: Bauliche Anlage | BW              |
| 13770 Wikidata | Marienhöhe 53 (53° 43′ 36″ N, 9° 54′ 10″ O)                   | Bungalow                                     | Alteintragung (Aktualisierung vorgesehen) - Begründung: geschichtlich, städtebaulich - Schutzumfang: gesamtes Äußeres, Garten - Denkmaltyp: Bauliche Anlage | BW              |
| 13771 Wikidata | Marienhöhe 54 (53° 43′ 33″ N, 9° 54′ 6″ O)                    | Bungalow                                     | Alteintragung (Aktualisierung vorgesehen) - Begründung: geschichtlich, städtebaulich - Schutzumfang: gesamtes Äußeres, Garten - Denkmaltyp: Bauliche Anlage | BW              |
| 13772 Wikidata | Marienhöhe 55 (53° 43′ 36″ N, 9° 54′ 9″ O)                    | Bungalow                                     | Alteintragung (Aktualisierung vorgesehen) - Begründung: geschichtlich, städtebaulich - Schutzumfang: gesamtes Äußeres, Garten - Denkmaltyp: Bauliche Anlage | BW              |
| 13773 Wikidata | Marienhöhe 56 (53° 43′ 33″ N, 9° 54′ 4″ O)                    | Bungalow                                     | Alteintragung (Aktualisierung vorgesehen) - Begründung: geschichtlich, städtebaulich - Schutzumfang: gesamtes Äußeres, Garten - Denkmaltyp: Bauliche Anlage | BW              |
| 13774 Wikidata | Marienhöhe 57 (53° 43′ 36″ N, 9° 54′ 8″ O)                    | Bungalow                                     | Alteintragung (Aktualisierung vorgesehen) - Begründung: geschichtlich, städtebaulich - Schutzumfang: gesamtes Äußeres, Garten - Denkmaltyp: Bauliche Anlage | Fotos hochladen |
| 13775 Wikidata | Marienhöhe 58 (53° 43′ 32″ N, 9° 54′ 5″ O)                    | Bungalow                                     | Alteintragung (Aktualisierung vorgesehen) - Begründung: geschichtlich, städtebaulich - Schutzumfang: gesamtes Äußeres, Garten - Denkmaltyp: Bauliche Anlage | BW              |
| 13776 Wikidata | Marienhöhe 59 (53° 43′ 35″ N, 9° 54′ 9″ O)                    | Bungalow                                     | Alteintragung (Aktualisierung vorgesehen) - Begründung: geschichtlich, städtebaulich - Schutzumfang: gesamtes Äußeres, Garten - Denkmaltyp: Bauliche Anlage | BW              |
| 13777 Wikidata | Marienhöhe 60 (53° 43′ 32″ N, 9° 54′ 3″ O)                    | Bungalow                                     | Alteintragung (Aktualisierung vorgesehen) - Begründung: geschichtlich, städtebaulich - Schutzumfang: gesamtes Äußeres, Garten - Denkmaltyp: Bauliche Anlage | BW              |
| 13778 Wikidata | Marienhöhe 61 (53° 43′ 35″ N, 9° 54′ 10″ O)                   | Bungalow                                     | Alteintragung (Aktualisierung vorgesehen) - Begründung: geschichtlich, städtebaulich - Schutzumfang: gesamtes Äußeres, Garten - Denkmaltyp: Bauliche Anlage | BW              |
| 13779 Wikidata | Marienhöhe 62 (53° 43′ 31″ N, 9° 54′ 3″ O)                    | Bungalow                                     | Alteintragung (Aktualisierung vorgesehen) - Begründung: geschichtlich, städtebaulich - Schutzumfang: gesamtes Äußeres, Garten - Denkmaltyp: Bauliche Anlage | BW              |
| 13780 Wikidata | Marienhöhe 63 (53° 43′ 35″ N, 9° 54′ 11″ O)                   | Bungalow                                     | Alteintragung (Aktualisierung vorgesehen) - Begründung: geschichtlich, städtebaulich - Schutzumfang: gesamtes Äußeres, Garten - Denkmaltyp: Bauliche Anlage | BW              |
| 13782 Wikidata | Marienhöhe 67 (53° 43′ 36″ N, 9° 54′ 14″ O)                   | Bungalow                                     | Alteintragung (Aktualisierung vorgesehen) - Begründung: geschichtlich, städtebaulich - Schutzumfang: gesamtes Äußeres, Garten - Denkmaltyp: Bauliche Anlage | BW              |
| 13783 Wikidata | Marienhöhe 69 (53° 43′ 36″ N, 9° 54′ 15″ O)                   | Bungalow                                     | Alteintragung (Aktualisierung vorgesehen) - Begründung: geschichtlich, städtebaulich - Schutzumfang: gesamtes Äußeres, Garten - Denkmaltyp: Bauliche Anlage | BW              |
| 13784 Wikidata | Marienhöhe 71 (53° 43′ 35″ N, 9° 54′ 16″ O)                   | Bungalow                                     | Alteintragung (Aktualisierung vorgesehen) - Begründung: geschichtlich, städtebaulich - Schutzumfang: gesamtes Äußeres, Garten - Denkmaltyp: Bauliche Anlage | BW              |
| 13785 Wikidata | Marienhöhe 73 (53° 43′ 35″ N, 9° 54′ 15″ O)                   | Bungalow                                     | Alteintragung (Aktualisierung vorgesehen) - Begründung: geschichtlich, städtebaulich - Schutzumfang: gesamtes Äußeres, Garten - Denkmaltyp: Bauliche Anlage | BW              |
| 13786 Wikidata | Marienhöhe 75 (53° 43′ 34″ N, 9° 54′ 14″ O)                   | Bungalow                                     | Alteintragung (Aktualisierung vorgesehen) - Begründung: geschichtlich, städtebaulich - Schutzumfang: gesamtes Äußeres, Garten - Denkmaltyp: Bauliche Anlage | BW              |
| 13787 Wikidata | Marienhöhe 77 (53° 43′ 34″ N, 9° 54′ 13″ O)                   | Bungalow                                     | Alteintragung (Aktualisierung vorgesehen) - Begründung: geschichtlich, städtebaulich - Schutzumfang: gesamtes Äußeres, Garten - Denkmaltyp: Bauliche Anlage | BW              |
| 13788 Wikidata | Marienhöhe 79 (53° 43′ 34″ N, 9° 54′ 12″ O)                   | Bungalow                                     | Alteintragung (Aktualisierung vorgesehen) - Begründung: geschichtlich, städtebaulich - Schutzumfang: gesamtes Äußeres, Garten - Denkmaltyp: Bauliche Anlage | BW              |
| 13789 Wikidata | Marienhöhe 81 (53° 43′ 34″ N, 9° 54′ 11″ O)                   | Bungalow                                     | Alteintragung (Aktualisierung vorgesehen) - Begründung: geschichtlich, städtebaulich - Schutzumfang: gesamtes Äußeres, Garten - Denkmaltyp: Bauliche Anlage | BW              |
| 13790 Wikidata | Marienhöhe 83 (53° 43′ 34″ N, 9° 54′ 9″ O)                    | Bungalow                                     | Alteintragung (Aktualisierung vorgesehen) - Begründung: geschichtlich, städtebaulich - Schutzumfang: gesamtes Äußeres, Garten - Denkmaltyp: Bauliche Anlage | Fotos hochladen |
| 13791 Wikidata | Marienhöhe 85 (53° 43′ 33″ N, 9° 54′ 10″ O)                   | Bungalow                                     | Alteintragung (Aktualisierung vorgesehen) - Begründung: geschichtlich, städtebaulich - Schutzumfang: gesamtes Äußeres, Garten - Denkmaltyp: Bauliche Anlage | BW              |
| 13792 Wikidata | Marienhöhe 87 (53° 43′ 33″ N, 9° 54′ 11″ O)                   | Bungalow                                     | Alteintragung (Aktualisierung vorgesehen) - Begründung: geschichtlich, städtebaulich - Schutzumfang: gesamtes Äußeres, Garten - Denkmaltyp: Bauliche Anlage | BW              |
| 13793 Wikidata | Marienhöhe 89 (53° 43′ 33″ N, 9° 54′ 13″ O)                   | Bungalow                                     | Alteintragung (Aktualisierung vorgesehen) - Begründung: geschichtlich, städtebaulich - Schutzumfang: gesamtes Äußeres, Garten - Denkmaltyp: Bauliche Anlage | BW              |
| 13794 Wikidata | Marienhöhe 91 (53° 43′ 33″ N, 9° 54′ 14″ O)                   | Bungalow                                     | Alteintragung (Aktualisierung vorgesehen) - Begründung: geschichtlich, wissenschaftlich, künstlerisch, städtebaulich - Schutzumfang: Bungalow, Garten - Denkmaltyp: Bauliche Anlage | BW              |
| 13795 Wikidata | Marienhöhe 93 (53° 43′ 34″ N, 9° 54′ 15″ O)                   | Bungalow                                     | Alteintragung (Aktualisierung vorgesehen) - Begründung: geschichtlich, wissenschaftlich, künstlerisch, städtebaulich - Schutzumfang: Bungalow, Garten - Denkmaltyp: Bauliche Anlage | BW              |
| 13796 Wikidata | Marienhöhe 95 (53° 43′ 34″ N, 9° 54′ 17″ O)                   | Bungalow                                     | Alteintragung (Aktualisierung vorgesehen) - Begründung: geschichtlich, städtebaulich - Schutzumfang: gesamtes Äußeres, Garten - Denkmaltyp: Bauliche Anlage | BW              |

## Gründenkmale
| Objekt-ID      | Lage                                                          | Offizielle Bezeichnung | Beschreibung | Bild            |
| -------------- | ------------------------------------------------------------- | ---------------------- | --- | --------------- |
| 19798 Wikidata | Christian-Frederik-Hansen-Platz (53° 43′ 54″ N, 9° 53′ 46″ O) | Kirchhof               | Alteintragung (Aktualisierung vorgesehen) - Begründung: geschichtlich, Kulturlandschaft prägend - Schutzumfang: Kirchhof, Grabmale bis 1870, Feldsteinwall, Lindenkranz - Denkmaltyp: Gründenkmal, Sachgesamtheit: Marienkirche | Fotos hochladen |

## Ehemalige Kulturdenkmale
Bis zum Inkrafttreten der Neufassung des schleswig-holsteinischen Denkmalschutzgesetzes am 30. Januar 2015 waren in der Stadt Quickborn nachfolgend aufgeführte Objekte als Kulturdenkmale gemäß §1 des alten Denkmalschutzgesetzes (DSchG SH 1996) geschützt:
| Objekt-ID | Lage                                            | Offizielle Bezeichnung       | Beschreibung | Bild |
| --------- | ----------------------------------------------- | ---------------------------- | ------------ | ---- |
|           | Dorfstraße 21 (53° 43′ 20″ N, 9° 51′ 32″ O)     | Fachhallenhaus               |              | BW   |
|           | Försterweg 1 (53° 43′ 7″ N, 9° 54′ 15″ O)       | ehemalige Revierförsterei    |              | BW   |
|           | Himmelmoorstraße 2 (53° 44′ 18″ N, 9° 52′ 5″ O) | Wohngebäude mit Nebengebäude |              | BW   |

## Quelle
- Liste der Kulturdenkmale in Schleswig-Holstein – Kreis Pinneberg (PDF)